# Paul Ganus
Paul Edward Ganus (Midland, 28 luglio 1961) è un attore statunitense.

## Biografia
Attivo principalmente in ambito televisivo, si è distinto per avere interpretato Andy Johnson in Beautiful.

## Filmografia

### Cinema
- Arma letale 3 (Lethal Weapon 3), regia di Richard Donner (1992)
- Amore per sempre (Forever Young), regia di Steve Miner (1992)
- La maschera di Zorro (The Mask of Zorro), regia di Martin Campbell (1998)
- Goodbye Casanova, regia di Mauro Borrelli (2000)
- No Turning Back, regia di Julia Montejo e Jesus Nebot (2001)
- La battaglia dei sessi (Battle of the Sexes), regia di Jonathan Dayton e Valerie Faris (2017)
- Atlas, regia di Brad Peyton (2024)

### Televisione
- La signora in giallo (Murder, She Wrote) - serie TV, episodi 3x18, 6x17 (1987, 1990)
- Dallas - serie TV, 5 episodi (1991)
- Willy, il principe di Bel-Air (The Fresh Prince of Bel-Air) - serie TV, episodio 4x12 (1993)
- Alias - serie TV, episodio 3x10 (2003)
- Cold Case - Delitti irrisolti (Cold Case) - serie TV, episodio 2x07 (2003)
- Veronica Mars - serie TV, episodi 1x10, 1x13 (2004-2005)
- CSI - Scena del crimine (CSI: Crime Scene Investigation) - serie TV, 4 episodi (2004-2006)
- Dr. House - Medical Division (House, M.D.) - serie TV, episodio 1x02 (2004)
- The O.C. - serie TV, episodio 3x05 (2005)
- Nip/Tuck - serie TV, episodio 4x13 (2006)
- Big Shots - serie TV, episodi 1x07, 1x11 (2007-2008)
- Beautiful - serie TV, 15 episodi (2007)
- Dollhouse - serie TV, episodi 1x09, 1x11 (2009)
- Southland - serie TV, episodio 1x06 (2009)
- Big Love - serie TV, episodio 4x07 (2010)
- Desperate Housewives - serie TV, episodio 6x18 (2010)
- Bones - serie TV, episodio 5x16 (2010)
- Dark Blue - serie TV, episodio 2x08 (2010)
- The Mentalist - serie TV, episodio 3x16 (2011)
- Perception - serie TV, episodi 1x03, 1x10 (2012)
- Hawaii Five-0 - serie TV, episodio 7x10 (2016)
- S.W.A.T. - serie TV, episodio 1x11 (2018)
- NCIS - Unità anticrimine (NCIS) - serie TV, episodio 14x12 (2018)
- Legends of Tomorrow - serie TV, episodio 4x10 (2019)
- Wild West Chronicles - serie TV, episodio 4x03 (2024)

### Doppiaggio
- I Griffin - serie animata, episodio 4x09 (2005)
- Skyrim - videogioco, voci varie (2011)
- L.A. Noire - videogioco, voce di Louis Linclon (2011)
- Fallout 4 - videogioco, voce dei Children of Atom (2015)

## Doppiatori italiani
Nelle versioni in italiano delle opere in cui ha recitato, Paul Ganus è stato doppiato da:
- Nicola Braile in CSI - Scena del crimine (ep. 7x06), The Mentalist, Perception
- Alessandro Ballico in CSI - Scena del crimine (ep. 5x03), NCIS - Unità anticrimine
- Sergio Lucchetti in Arma letale 3
- Edoardo Nordio in Cold Case - Delitti irrisolti
- Antonio Angrisano in CSI - Scena del crimine (ep. 5x06)
- Achille D'Aniello in CSI - Scena del crimine (ep. 6x04)
- Massimo Pizzirani in Dr. House - Medical Division
- Massimo Bitossi in The O.C.
- Marco Panzanaro in Nip/Tuck
- Gianluca Machelli in Desperate Housewives